# Gordon Cullen
Gordon Cullen, född 9 augusti 1914 i Calverley nära Leeds i West Yorkshire, död 11 augusti 1994 i London, var en brittisk arkitekt. Han har gjort sig känd i planeringssammanhang för sin bok The Concise Townscape och som myntare av just begreppet Townscape (stadslandskap). Cullen har bland annat arbetat åt olika arkitektfirmor i Storbritannien och Västindien som illustratör och utställningsdesigner. Han har även agerat rådgivare i planeringsfrågor rörande "stadslandskapet" åt flera kommuner (local authorities).